# Lili Petschnikoff
Lili Petschnikoff   (Chicago, 1 de desembre de 1874 - Los Angeles, 23 de setembre de 1957) va ser una violinista de concerts estatunidenca.
Lili Schober va néixer a Chicago, Illinois, però va passar gran part de la seva joventut a l'estranger, estudiant violí amb Joseph Joachim a Berlín i actuant a Europa.
Lili Petschnikoff i el seu marit van viatjar junts com a músics als Estats Units el 1907. Petchnikoff va fer un recital a "l'Aeolian Hall" el 1916, amb la cantant Clara Gabrilowitsch i el pianista Rudolf Ganz. El 1919, Lili Petschnikoff va donar una sèrie de concerts a la seva casa de Hollywood amb la pianista Cornelia Rider-Possart. Es va retirar oficialment el 1923, però va tocar un concert de ràdio amb la pianista Olga Steeb aquell any. Es va convertir en un companya de música de cambra per Albert Einstein, que va gaudir de tocar violí amb Petchnikoff el 1931, mentre treballava a l'Institut de tecnologia de Califòrnia. També va ser amiga de la cantant alemanya Lotte Lehmann.
Es va dir que posseïa un violí Stradivarius, probablement un dels dos que el seu marit va dur als Estats Units en la seva visita de 1899. Petschnikoff va escriure una autobiografia, "The World At Our Feet", publicada pòstumament pel seu fill el 1968.

## Vida personal
Lili Schober es va casar amb el violinista rus Alexander Petschnikoff. Tenien tres fills, Tatjana, Nadja i Sergei, abans de divorciar-se. Ella va recuperar la seva ciutadania nord-americana i es va traslladar a Los Angeles durant la Primera Guerra Mundial, i la seva casa davant de l'entrada de l'Hollywood Bowl va ser un lloc de trobada de músics i mecenes. Va morir el 1957 a Los Angeles, a l'edat de 82 anys.